# أوسكار نتواغا
أوسكار نتواغا (بالإنجليزية: Oscar Ntwagae)‏ (22 يوليو 1977 في جنوب أفريقيا - 27 أغسطس 2010) هو لاعب كرة قدم جنوب أفريقي في مركز الدفاع. شارك مع منتخب جنوب أفريقيا لكرة القدم. أما مع النوادي، فقد لعب مع ماميلودي صن داونز.

## وصلات خارجية
- أوسكار نتواغا على موقع قاعدة بيانات كرة القدم.إي يو (الإنجليزية)